# Frenchpark
Frenchpark is een plaats in het Ierse graafschap Roscommon. De plaats telt 358 inwoners.